# Condado de Santa Fe
O Condado de Santa Fe (em inglês:  Santa Fe County) é um dos 33 condados do estado americano do Novo México. A sede e maior cidade do condado é Santa Fe. Foi fundado em 1852.
O condado possui uma área de 4 949 km², dos quais 4 945 km² estão cobertos por terra e 4 km² por água, uma população de 144 170 habitantes, e uma densidade populacional de 29,1 hab/km² (segundo o censo nacional de 2010). É o terceiro condado mais populoso do Novo México.

## Condados vizinhos
- Rio Arriba - norte
- Mora  - nordeste
- San Miguel - este
- Torrance - sul
- Bernalillo - sudoeste
- Sandoval - oeste
- Los Alamos - noroeste

## Áreas nacionais protegidas
- El Camino Real de Tierra Adentro National Historic Trail (part)
- Pecos National Historical Park (part)
- Santa Fe National Forest (part)